# 武藤喜一郎
武藤 喜一郎（むとう きいちろう、1868年7月12日（慶応4年5月23日） - 1943年（昭和18年）12月14日）は、日清戦争・日露戦争・第一次世界大戦・戦間期の陸軍軍人。獣医学者・獣医師。陸軍獣医学校長、陸軍獣医総監を歴任した。最終階級は陸軍獣医中将。獣医学博士（1902年）、医学博士（1917年）。馬学の研究で知られた。

## 経歴
静岡県出身。静岡中学に学んだ。1892年（明治25年）、東京帝国大学農科大学獣医科卒業。1902年（明治35年）、獣医学博士（東京帝国大学）、1917年（大正6年）、医学博士を取得。
1892年（明治25年）12月20日、陸軍三等獣医。1895年（明治28年）1月8日、陸軍二等獣医。1897年（明治30年）10月25日、陸軍一等獣医。1902年（明治35年）11月15日、陸軍三等獣医正。1905年（明治38年）9月18日、陸軍二等獣医正。1910年（明治43年）11月30日補、第1師団獣医部長兼陸軍獣医学校教官。
1911年（明治44年）11月22日、陸軍一等獣医正。1913年（大正2年）9月6日、陸軍獣医学校長。1918年（大正7年）3月30日、陸軍獣医監。1925年（大正14年）1月21日、陸軍獣医総監。1926年（大正15年）3月2日待命、同3月22日、予備役。1931年（昭和6年）4月1日、後備役。1935年（昭和10年）4月1日、退役。1937年（昭和12年）2月15日、陸軍獣医中将（階級呼称変更）。この間、化学製品会社顧問を兼務。馬学の獣医学的研究に貢献、軍馬の保全対策に尽力した。

## 栄典
- 1906年（明治39年）4月1日 功四級金鵄勲章, 勲四等旭日小綬章, 明治三十七八年従軍記章
- 1914年（大正3年）5月16日 勲三等瑞宝章[5]
- 1918年（大正7年）5月23日 中華民国:三等文虎勲章佩用允許
- 1926年（大正15年）2月15日 正四位[6]
- 1926年（大正15年）4月21日 従三位（特旨）[7]
- 1940年（昭和15年）8月15日 紀元二千六百年祝典記念章

## 著書

### 単著
- 『獣醫藥物學』吐鳳堂 1902（初版）
- 『獸醫藥理學』克誠堂書店 1902（初版）

### 共著
- 『獣医調剤術並薬用法』 武藤喜一郎, 内田喜代松 克誠堂書店 1933
- 『獸醫内科學講本』 武藤喜一郎, 城井尚義 克誠堂書店 : 吐鳳堂書店 1915.3-1917（初版）